# Megachile elongata
Megachile elongata är en biart som beskrevs av Smith 1879. Megachile elongata ingår i släktet tapetserarbin, och familjen buksamlarbin. Inga underarter finns listade i Catalogue of Life.